# Flagge Mikronesiens

Wappen Mikronesiens

Die Flagge der Föderierten Staaten von Mikronesien wurde am 10. November 1979 zum ersten Mal offiziell gehisst.

## Geschichte
Eine ähnliche Flagge wurde ab 1965 für das UN-Treuhandgebiet der Pazifischen Inseln verwendet, wobei die beiden zusätzlichen Sterne für Palau, die Marshallinseln und die Nördlichen Marianen standen, die sich gegen den Beitritt in die Föderation entschieden (Kosrae war damals ein Teil von Pohnpei, so dass beide durch einen Stern repräsentiert wurden).
Die aktuelle Flagge war der Siegerbeitrag, der vom 22-jährigen Gonzalo Santos von der Insel Saipan eingereicht wurde. Sie wurde am 30. November 1978, das heißt noch vor der Konstituierung der Föderation, zum ersten Mal gehisst.

## Symbolik
Das Blau im Farbton der UN-Flagge steht für Freiheit und Treue sowie den Pazifik.
Die weiße Farbe steht für den Frieden der unterschiedlichen Bevölkerungsgruppen.
Der blaue Hintergrund steht für den Pazifischen Ozean und die vier weißen Sterne repräsentieren die vier Inselregionen der Föderation:
1. Chuuk,
2. Kosrae,
3. Pohnpei
4. und Yap.

## Flaggen der Bundesstaaten
| Karte | Flagge | SV    | Staat   | Anmerkungen |
| ----- | ------ | ----- | ------- | --- |
|       |        | 10:19 | Chuuk   | Blau steht für Frieden, die Kokospalme für den natürlichen Reichtum. Die 38 Sterne stehen für die 38 Gemeinden. |
|       |        | 37:70 | Kosrae  | Hellblau steht für den reichen und friedlichen Pazifik, die Olivenzweige stehen für die Einheit von Volk und Regierung. Die vier Sterne symbolisieren die vier Gemeinden, der Stampfer die Kraft der einheimischen Kultur. |
|       |        | 10:19 | Pohnpei | Blau steht für den Pazifik, die Sterne für die elf Distrikte. Die beiden Kokosnusswedel verdeutlichen die Bedeutung der Kokosnuss, aus der auch der Sakau-Becher im Emblem hergestellt wird.                               |
|       |        | 37:70 | Yap     | Blau steht für den Pazifik, Weiß für Brüderlichkeit und Frieden. Der Ring symbolisiert Einheit, das Auslegerboot die kommende Vollendung und der Stern für die dazu nötige Entschlossenheit.                               |